# ヘール石
ヘール石(Hoelite)は、1922年にノルウェーのスピッツベルゲン島にあるピラミッド山で発見された鉱物である。ノルウェー人の地質学者アドルフ・ヘールに因んで名付けられた。化学組成は、C14H8O2（9,10-アントラキノン）である。
塩化アンモン石や自然硫黄と関連した石炭燃焼環境で生成する非常に珍しい有機鉱物である。